# Jiří Šedivý

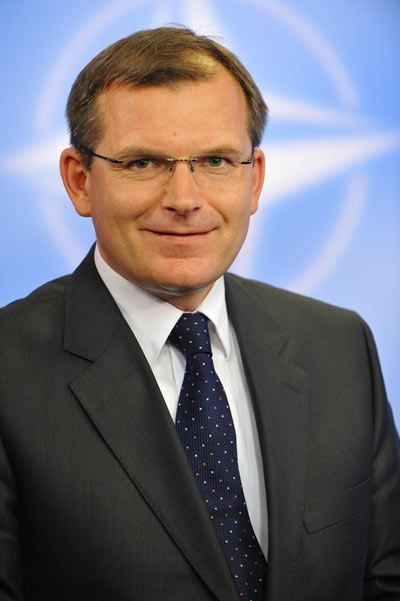
Jiří Šedivý (2010)

Jiří Šedivý (* 20. August 1963 in Prag) ist ein tschechischer Politiker und Diplomat. Er ist Generalsekretär der Europäischen Verteidigungsagentur.

## Leben
Sein Vater ist der Politiker und Botschafter Jaroslav Šedivý.
Nachdem Jiří Šedivý in den 1980er Jahren als Arbeiter und selbstständiger Musiker tätig gewesen war, studierte er ab 1990 Politikwissenschaft und Anglistik an der Philosophischen Fakultät der Prager Karls-Universität und Kriegssoziologie am King’s College London. Von 1998 bis 2004 war er Direktor des Instituts für Internationale Beziehungen (Ústav mezinárodních vztahů) in Prag. Danach lehrte er am Europäischen Zentrum für Sicherheitsstudien George C. Marshall in Garmisch-Partenkirchen.
Von 4. September 2006 bis 9. Januar 2007 war Šedivý parteiloser Verteidigungsminister in der Regierung Mirek Topolánek I. Von 2007 bis 2010 war er stellvertretender NATO-Generalsekretär für Verteidigungspolitik und Planung. Am 1. September 2012 wurde er zum ständigen Vertreter der Tschechischen Republik bei der NATO ernannt. Dieses Amt übte er bis August 2019 aus.
Im Mai 2020 wurde Jiří Šedivý Generalsekretär der Europäischen Verteidigungsagentur.